# Autopederastia
La autopederastia o autocoitus (auto-penetración) es una práctica sexual en la que un hombre se introduce el pene en su propio ano, es decir, el acto de sexo anal con uno mismo, o sexo anal o vaginal en el caso de personas intersexuales.
Por imposibilidades físicas, no todos los hombres pueden realizarla. La eyaculación no se considera posible para algunos practicantes debido a la posición y la detumescencia del pene a la hora de practicarla.
En términos vulgares este acto se conoce en Perú y Chile como «candado chino».